# Karl Aloys zu Fürstenberg
Karl Aloys zu Fürstenberg (født 26. juni 1760, død 25. marts 1799) var officer i østrigsk tjeneste. Han opnåede rangen feltmarskal og døde ved slaget ved Stockach.

## Biografi
Som den tredje søn af en yngre gren i familien Fürstenberg var hans chancer for at arve familietitlen Fürst zu Fürstenberg ringe; han blev i stedet forberedt på en militær karriere, og der blev ansat en underviser til at lære ham den militære videnskab. Han meldte sig ind i det habsburgske militær i 1777 i en alder af sytten år og var i felten under den korte bayerske arvefølgekrig (1778-1779). Hans karriere gjorde stadig fremskridt under Habsburgkrigen mod det osmanniske rige. I særdeleshed udmærkede han sig ved slaget ved Šabac i 1790, da han ledte sine tropper, der stormede fæstningen ved floden Sava.
1. ↑  Navnet er anført på engelsk og stammer fra Wikidata hvor navnet endnu ikke findes på dansk.